# Raimund Dietz
Raimund Dietz (* 25. August 1944 in Hall in Tirol) ist ein österreichischer Ökonom, Systemforscher und Geldphilosoph.
Seine Arbeiten konzentrieren sich auf die systemische Dimension des Wirtschaftens und auf die Integration von Geld in die ökonomische Theorie. Dietz war als Regierungsberater, wissenschaftlicher Mitarbeiter und Autor tätig. Er ist Gründer und Obmann des Vereins ProVollgeld Austria.

## Leben und Wirken
Dietz wurde 1944 als Sohn der Schriftstellerin Gertrud Fussenegger und des Bildhauers Elmar Dietz geboren. Nach Abschluss des humanistischen Gymnasiums studierte er Volkswirtschaft, politische Ökonomie und Mathematik an den Universitäten Innsbruck und Berlin (FU). Er wurde 1976 an der Freien Universität Berlin zum Dr. rer. pol. promoviert. Anschließend war er wissenschaftlicher Assistent an der FU und der Technischen Universität Berlin. Von 1975 bis 1997 arbeitete er als Projektleiter und Senior Researcher am Wiener Institut für Internationale Wirtschaftsvergleiche (wiiw).
Dietz war in verschiedenen Funktionen als wirtschaftspolitischer Berater tätig, unter anderem in Bulgarien, Russland, Polen und Serbien. Zwischen 2001 und 2003 leitete er als Long-term Adviser das ökonomische Team im Projekt Policy and Legal Advice Centre (PLAC) in Serbien, im Auftrag der Europäischen Agentur für Wiederaufbau (EAR) und Berenschot International Solutions. Weitere Beratungstätigkeiten betrafen das bulgarische Finanzministerium, die russische Außenhandelsstrategie und die Einführung des Currency Board in Bulgarien.
Seit den 1980er Jahren befasst sich Dietz mit den theoretischen Grundlagen des Geldes in modernen Gesellschaften. Er kritisierte sowohl die zentralplanerischen Strukturen des Staatssozialismus als auch die Vernachlässigung der Geldfrage im ökonomischen Mainstream. In seinem Werk entwickelte er eine integrative Theorie, die ökonomische, gesellschaftstheoretische und geldsystemische Perspektiven verbindet. Dabei vertritt er die Auffassung, dass funktionstüchtige Volkswirtschaften notwendig auf Geld basieren.
In einem Beitrag zur renommierten Schriftenreihe des Vereins für Socialpolitik (Band 246, 1996) analysierte Dietz die Entstehung von Geldordnungen aus systemtheoretischer Perspektive.

## Werke (Auswahl)
- Sowjetökonomie: Warenwirtschaft oder Sachverwaltung – ein Beitrag zu einer alternativen Theorie des Sozialismus, Achberger Verlagsanstalt, 1976.
- Energiewirtschaft in der Sowjetunion und in Osteuropa, Springer, Wien 1984.
- Energie, Umwelt und Zusammenarbeit in Europa (Hrsg. mit Karlheinz Mack), Springer, 1987.
- Geld und Schuld – eine ökonomische Theorie der Gesellschaft, Metropolis, 6. Auflage 2018.
- Ökonomik als Sozialwissenschaft. Die Bürgergesellschaft und ihr Geld, Springer-Gabler 2025. (Englisch: Economics as a Social Science – Society and Its Money, Springer, Frankfurt-New York 2024.)

## Rezeption
Dietz’ Buch Geld und Schuld wurde 2011 in der Fachzeitschrift Wirtschaft und Gesellschaft rezensiert. Der Metropolis-Verlag dokumentiert weitere Stimmen, darunter Dirk Baecker und Ulrich Busch, die Dietz’ Ansatz als „radikal“ und „originell“ würdigen.  Eine Rezension von Helge Peukert in der Zeitschrift Forum Wissenschaft (2011) bezeichnete das Werk als „systemisch tief verankerte Gesellschaftstheorie mit origineller Geldsicht“.  Ulrich Busch rezensierte das Buch in Berliner Debatte Initial als „eine beeindruckend durchdachte und zugleich mutige Theorie des Geldes“.  In einer Online-Rezension von Monetative e.V. wurde Dietz als früher Prognostiker der Finanzkrise und als Geldtheoretiker gewürdigt.

## Engagement
Dietz ist Gründer und Vorsitzender des Vereins ProVollgeld Austria, der sich für eine Reform des Geldsystems im Sinne des sogenannten Vollgeld-Ansatzes einsetzt. Ziel ist, dass künftig auch Buchgeld ausschließlich von der Zentralbank geschöpft wird.

## Privates
Raimund Dietz ist mit der Psychotherapeutin Monika Dietz verheiratet. Er hat drei Kinder, neun Enkelkinder und lebt in Perchtoldsdorf bei Wien.